# ألكسندر جونسون
ألكسندر جونسون (بالإنجليزية: Alexander Johnson)‏ مواليد 8 فبراير 1983 في ألباني، هو لاعب كرة سلة أمريكي بدأ مسيرته الاحترافية في سنة 2006 حيث تم اختياره من قبل فريق إنديانا بايسرز خلال الدرافت.

## فرق لعب لها
- ميمفيس غريزليس
- ميامي هيت
- بروس باسكتس
- لياونينغ فلاينج ليباردز

## إحصائيات المسيرة

### الموسم الاعتيادي
| السنة   | الفريق         | لعب | بدأ | دقيقة | ميداني% | ثلاثية | حرة  | ارتداد | صنع | استلاب | تصدي | نقطة |
| ------- | -------------- | --- | --- | ----- | ------- | ------ | ---- | ------ | --- | ------ | ---- | ---- |
| 2006–07 | ميمفيس غريزليس | 59  | 19  | 12.8  | .538    | .000   | .661 | 3.1    | .3  | .4     | .6   | 4.4  |
| 2007–08 | ميامي هيت      | 43  | 6   | 12.8  | .488    | .000   | .687 | 2.2    | .3  | .3     | .2   | 4.2  |
| المسيرة |                | 102 | 25  | 12.8  | .517    | .000   | .672 | 2.7    | .3  | .4     | .4   | 4.3  |

## روابط خارجية
- ألكسندر جونسون على موقع إن بي أي (الإنجليزية)
- ألكسندر جونسون على موقع سبورتس رفرنس (الإنجليزية)
- ألكسندر جونسون على موقع كرة السلة الأوروبية.كوم (الإنجليزية)
- ألكسندر جونسون على موقع كلية كرة السلة في سبورتس رفرنس.كوم (الإنجليزية)
- ألكسندر جونسون على موقع ريلجم (الإنجليزية)
- ألكسندر جونسون على موقع بروبوليرز (الإنجليزية)
- ألكسندر جونسون على موقع سبورتس رفرنس (الإنجليزية)
- ألكسندر جونسون على موقع سبورتس رفرنس (الإنجليزية)